# Saudade Braga
Maria da Saudade Medeiros Braga (Natal, 27 de novembro de 1948 — Nova Friburgo, 8 de maio de 2024) foi uma médica e política brasileira. Foi vereadora e prefeita de Nova Friburgo, no interior do Estado do Rio de Janeiro, por dois mandatos. Era mãe do deputado federal Glauber Braga.

## Carreira política
Formada pela Universidade Federal do Rio Grande do Norte, no ano de 1972, ingressou na política em 1988 e foi eleita vereadora do município pela primeira vez em 1992. Foi candidata ao cargo de deputada estadual no ano de 1994 e obteve quase 20 mil votos. Em 1996 disputou a prefeitura da cidade e obteve 17 229 votos.
Em 2000, favorecida pelos elevados índices de rejeição à administração do então prefeito Paulo Azevedo, à época no PMDB, Dra. Saudade (como era conhecida), já filiada ao Partido Socialista Brasileiro (PSB), sagrou-se vencedora daquela eleição, totalizando 46.764 votos, marca inédita na história do município. Ela derrotou Renato Abi-Ramia, seu vice na campanha eleitoral de 1996, e o então prefeito Paulo Azevedo, que tentava a reeleição, mas que estava muito desgastado diante de sua segunda passagem pelo governo do município, em razão da privatização dos serviços de saneamento básico que passou a ser executado pela Concessionária de Águas e Esgotos de Nova Friburgo - Caenf, gerando muita insatisfação popular com o aumento da tarifa de abastecimento.
Após deixar a prefeitura, candidatou-se novamente ao cargo em 2012, mas não se elegeu.

## O governo Saudade Braga
Eleita sob o discurso de mudança a política "azevedista", reinante durante uma década na cidade, o seu primeiro mandato foi marcado por muitas instabilidades políticas. Num dos primeiros atos de governo, editou decreto anulando um concurso público para provimento de cargos na prefeitura, realizado por seu antecessor em 1999, alegando supostos vícios insanáveis no edital do certame, violação da Lei de Responsabilidade Fiscal e não aprovação do concurso pelo Tribunal de Contas do Estado do Rio de Janeiro, gerando muitos protestos dos servidores atingidos por esta medida. Este caso se arrastou por anos, onde só foi resolvida, depois de treze anos, no Supremo Tribunal Federal. A decisão foi homologada na data de 11 de abril de 2013 pelo Ministro Gilmar Mendes.
Em virtude do impasse judicial da anulação do concurso público, o município celebrou contrato com a Cooperativa de Educação e Trabalho de Niterói (Nitcoop), visando manter nos cargos os servidores subjudice da Prefeitura até a realização de um novo concurso público.  Esta medida recebeu muitas críticas e questionamentos dos vereadores da bancada de oposição ao governo e de uma parte de servidores que não aceitaram assinar os contratos temporários.  Por isso, o Ministério Público do Trabalho ajuizou uma ação civil pública em face do município e o contrato com a Nitcoop foi extinto por sentença da Justiça do Trabalho de Nova Friburgo, por apresentar irregularidades.
Todavia, não obstante a determinação judicial de não contratação temporária de servidores públicos, seu governo buscava subterfúgios legais para continuar as contratações, sem concurso público, de pessoas para os quadros da administração pública friburguense. Em face dessas ações do seu governo, bem como o surgimento de indícios de supostas irregularidades em sua gestão, entre os anos de 2002 e 2003, Saudade Braga, seus secretários de governo e assessores sofreram investigações instauradas pelo Ministério Público e pela Câmara Municipal de Nova Friburgo, com instauração de uma Comissão Parlamentar de Inquérito (CPI) para investigar supostas contribuições exigidas aos secretários para quitar supostos débitos da campanha eleitoral de 2000 e de comissões processantes mediante denúncias protocolizadas por cidadãos do município. Todas essas CPIs e Comissões Processantes foram anuladas por decisões do Poder Judiciário.
Esse período foi considerado o mais conturbado de sua gestão, com troca de acusações entre vereadores oposicionistas e Saudade Braga, obstruções da pauta de votação dos projetos de lei de interesse do poder executivo municipal e interrupções das sessões da edilidade friburguense em face de acaloradas discussões que quase chegavam às vias de fato, acentuando a instabilidade política da cidade. Seus opositores não mediram esforços para buscar seu impeachment, pretensões estas sucessivamente rechaçadas pela justiça, concedendo medidas liminares em mandados de segurança impetrados pela prefeita, suspendendo a tramitação da CPI e das comissões processantes em curso na Câmara Municipal, declarando-se a nulidade de todos os procedimentos investigatórios.
O movimento oposicionista pró-impeachment se enfraqueceu em decorrência das medidas liminares obtidas por Saudade Braga na justiça.  Os vereadores da bancada de oposição criticavam a atuação do Poder Judiciário, alegando violação à independência dos poderes, que impediu a tramitação dos processos e anulou todas as investigações. Saudade Braga foi absolvida por unanimidade de votos na Ação Penal Originária n° 8/2003, pelos desembargadores da Seção Criminal do Tribunal de Justiça do Estado do Rio de Janeiro, em 17 de janeiro de 2007, que apurava um suposto crime de concussão ora praticado, acerca de supostas contribuições exigidas aos secretários de governo para quitar eventuais débitos da campanha eleitoral de 2000.
Paralelo ao processo de quase-crise institucional que se arrastou durante a metade do seu primeiro mandato, Saudade Braga tentou realizar uma concorrência pública para escolha de uma nova empresa de transporte coletivo, explorado a mais de 50 anos por uma única empresa da cidade, mas a licitação foi suspensa pela justiça por vícios no seu edital. Reformou e ampliou escolas; executou obras que já estavam em fase de projetos do governo anterior, como a construção do Corredor Cultural da Praça do Suspiro e melhorias em setores do Hospital Municipal Raul Sertã; criou diversos conselhos de participação popular no governo e alugou imóveis na cidade para instalação de creches. Durante seu governo, tem tido maior destaque a atenção com as questões educacionais do município, que estavam em decadência desde o início da década de 90.[carece de fontes?]

## Falecimento
Afastada da política, Saudade Braga passou a conviver com problemas de saúde decorrentes do alzheimer. Faleceu em 8 de maio de 2024 por insuficiência respiratória e pneumonia aguda.